# فرودگاه یلیواره
فرودگاه یالیوره (به انگلیسی: Gällivare Airport) یک فرودگاه همگانی مسافربری با کد یاتا GEV است که یک باند فرود آسفالت دارد و طول باند آن ۱۷۱۴ متر است. این فرودگاه در کشور سوئد قرار دارد و در ارتفاع ۳۱۲ متری از سطح دریا واقع شده‌است.